# Леонор Вотлінг
Леонор Елізабет Себальос Вотлінг (ісп. Leonor Elizabeth Ceballos Watling; нар.. 28 липня 1975 року, Мадрид, Іспанія) — іспанська акторка і співачка, вокалістка гурту Marlango, що грає суміш джазу, блюзу і року. Двічі номінована на національну кінопремію «Гойя» за найкращу жіночу роль.

## Біографія
Леонор Вотлінг народилася 1975 року в Мадриді в сім'ї іспанця та англійки. Її акторська кар'єра почалася з епізодичної ролі в іспанському комедійному телесеріалі «Чергова аптека» в 1992 році, а дебют Вотлінг в кіно відбувся в 1993 році у фільмі Пабло Льорки «Висячі сади». У 1990-х роках актриса працювала, головним чином, на телебаченні, грала невеликі ролі в телефільмах і серіалах. Перший успіх прийшов до неї в 1998 році, коли за роль у драмі «Час сміливців» Антоніо Мерсеро про Громадянську війну в Іспанії Вотлінг була номінована на головну кінопремію Іспанії, «Гойя» за найкращу жіночу роль.
Після ролі балерини, яка знаходиться в комі в добре прийнятому критиками фільмі Педро Альмодовара «Поговори з нею» Вотлінг стала відома аудиторії за межами Іспанії. У 2003 році вона була номінована на премію «Гойя», на цей раз за головну роль у комедії «Моя мама любить жінок». Вотлінг знімається у фільмах іспанською, англійською та французькою мовами.
Наприкінці 1990-х років Вотлінг, яка вже була відома на джазовій сцені Мадрида, разом з Алехандро Пелайо створила групу Marlango, що грає суміш джазу, блюзу і року. У 2002 році група випустила свій дебютний альбом, що отримав статус «золотого», і гастролювала по Іспанії, Португалії та Японії.

## Особисте життя
Вотлінг зустрічається з уругвайським співаком і композитором Хорхе Дрекслером, від якого в 2009 року народила сина Луку, а в 2011 році доньку Леа.

## Вибрана фільмографія
| Рік  |    | Українська назва                    | Оригінальна назва                | Роль                     |
| ---- | -- | ----------------------------------- | -------------------------------- | ------------------------ |
| 1998 | ф  | Перша ніч в моєму житті             | La primera noche de mi vida      | Палома                   |
| 1998 | ф  | Година сміливців                    | La hora de los valientes         | Кармен                   |
| 1999 | тф | Запізніла розплата                  | Outlaw Justice                   | Клер                     |
| 2001 | ф  | Шум моря                            | Son de mar                       | Мартіна                  |
| 2002 | ф  | Моя мама любить жінок               | A mi madre le gustan las mujeres | Ельвіра                  |
| 2002 | ф  | Поговори з нею                      | Hable con ella                   | Алісія                   |
| 2002 | ф  | Бажання                             | Deseo                            | Ельвіра                  |
| 2003 | ф  | Моє життя без мене                  | My Life Without Me               | Енн                      |
| 2003 | ф  | У місті                             | En la ciudad                     | Христина                 |
| 2003 | ф  | Поганий настрій                     | Mauvais esprit                   | Леонор                   |
| 2004 | ф  | Хроніки                             | Crónicas                         | Маріса Ітурральде        |
| 2004 | ф  | Вбити Фрейда                        | Inconscientes                    | Альма                    |
| 2005 | ф  | Таємне життя слів                   | The Secret Life of Words         | дружина товариша Джозефа |
| 2005 | ф  | Погані часи                         | Malas temporadas                 | Лаура                    |
| 2006 | ф  | Візантійська принцеса               | Tirante el Blanco                | «Услід моєму життю»      |
| 2006 | ф  | Париж, я люблю тебе                 | Paris, je t'aime                 | коханка                  |
| 2006 | ф  | Сальвадор                           | Salvador                         | Кука                     |
| 2006 | тф | Дитяча кімната                      | La habitación del niño           | Соня                     |
| 2007 | ф  | Тереза, тіло Христове               | Teresa, el cuerpo de Cristo      | дена Гіомар              |
| 2008 | ф  | Убивства в Оксфорді                 | The Oxford Murders               | Лорна                    |
| 2008 | ф  | Лекція 21                           | Lezione 21                       | Марта                    |
| 2010 | ф  | Чарівна поїздка в Африку            | Magic Journey to Africa          | Fairy                    |
| 2010 | ф  | Лопе де Вега: Розпусник і спокусник | Lope                             | Ізабель                  |
| 2011 | ф  | Темний імпульс                      | Lo mejor de Eva                  | Єва                      |
| 2012 | ф  | Якби я була тобою                   | If I Were You                    | Люсі                     |
| 2012 | ф  | Чоловіки на межі                    | Una pistola en cada mano         | Марія                    |
| 2013 | ф  | The Food Guide to Love              | The Food Guide to Love           | Bibiana                  |
| 2015 | ф  | Воскресіння Христа                  | Clavius                          |                          |
| 2017 | ф  | Муза смерті                         | Muse                             | Лідія Гаретта            |